# おとぎのへや
『おとぎのへや』は、1953年9月7日から1959年3月3日までNHKテレビジョン → NHK総合テレビジョンで、1962年4月13日から1990年3月13日までNHK教育テレビジョンで放送されていた小学校低学年向けの学校放送（教科：国語）である。

## 概要
おとぎ話や昔話をこども向けに脚色し、人形劇として放送していた。
1970年4月からカラー放送。

## 放送時間
いずれも日本標準時、別の時間帯での再放送あり。不定期番組時代には別の不定期番組と一週交替で放送されていた。
- 金曜日 10:40 - 11:00（1962年4月13日 - 1964年3月13日）
- 水曜日 09:00 - 09:20（1964年4月8日 - 1969年3月19日）
- 水曜日 09:15 - 09:30（1969年4月9日 - 1972年3月15日） - 移動とともに放送枠が5分縮小。
- 水曜日 09:00 - 09:15（1972年4月12日 - 1980年3月19日） - 1980年4月以降も再放送枠として使用。
- 火曜日 10:45 - 11:00（1980年4月8日 - 1982年3月16日）
- 火曜日 11:00 - 11:15（1982年4月6日 - 1990年3月13日）

## 総合テレビの放送時間
- 月曜日 13:00 - 13:15（1953年9月7日 - 1954年6月7日）
- 月曜日 13:00 - 13:20（1955年1月17日 - 1955年2月14日）
- 月曜日 11:35 - 11:55（1955年4月11日 - 1956年3月5日）
- 火曜日 11:30 - 11:50（1956年4月17日 - 1956年11月27日）
- 水曜日 11:30 - 11:50（1957年1月16日 - 1957年7月10日）
- 水曜日 11:10 - 11:30（1957年9月10日 - 1958年3月4日）
- 火曜日 11:00 - 11:15（1958年4月15日 - 1959年3月3日）

### 年表
- 1955年1月17日 放送再開とともに放送枠が5分拡大。
- 1958年4月15日 移動とともに放送枠が5分縮小。